# Töpfchen (Einheit)
Töpfchen war ein kleines Volumenmaß in Fulda und als Getreidemaß mindestens seit 1825 in Anwendung.
Die Maßkette war vom Malter ausgehend
- 1 Malter = 8 Maaß = 32 Metzen = 128 Töpfchen = 8851,295 Pariser Kubikzoll = 175,57 Liter
- 1 Töpfchen =  1,37 Liter.[1]

Als altbayrisches Maß war das Töpfchen, auch als Tüpfchen bezeichnet, nach dem Kalkmaßmessbehälter bezeichnet. Die Kalkbrenner durften nur geeichte Maße verwenden, die auch in metrischen Maßen das Volumen angaben. Der zylindrische Messbehälter mit gleicher Höhe und Durchmesser enthielt 2 Dekaliter. 
- 1 Töpfchen = 20 Liter